# Кальонов Олександр Орестович
Олександр Орестович Кальонов (італ. Oleksandr Kalonov, рос. Калёнов Александр Орестович; нар. 13 жовтня 1991 року, Львів) — італійський підприємець та футбольний арбітр.

## Біографія
Арбітр Прем'єр Ліги. Проживає в Мілані, Італія. Член Комітету Підприємців при Посольстві Італії в Україні. Засновник маркетплейса Українських виробників Faktorist.com.

## Спортивна кар'єра

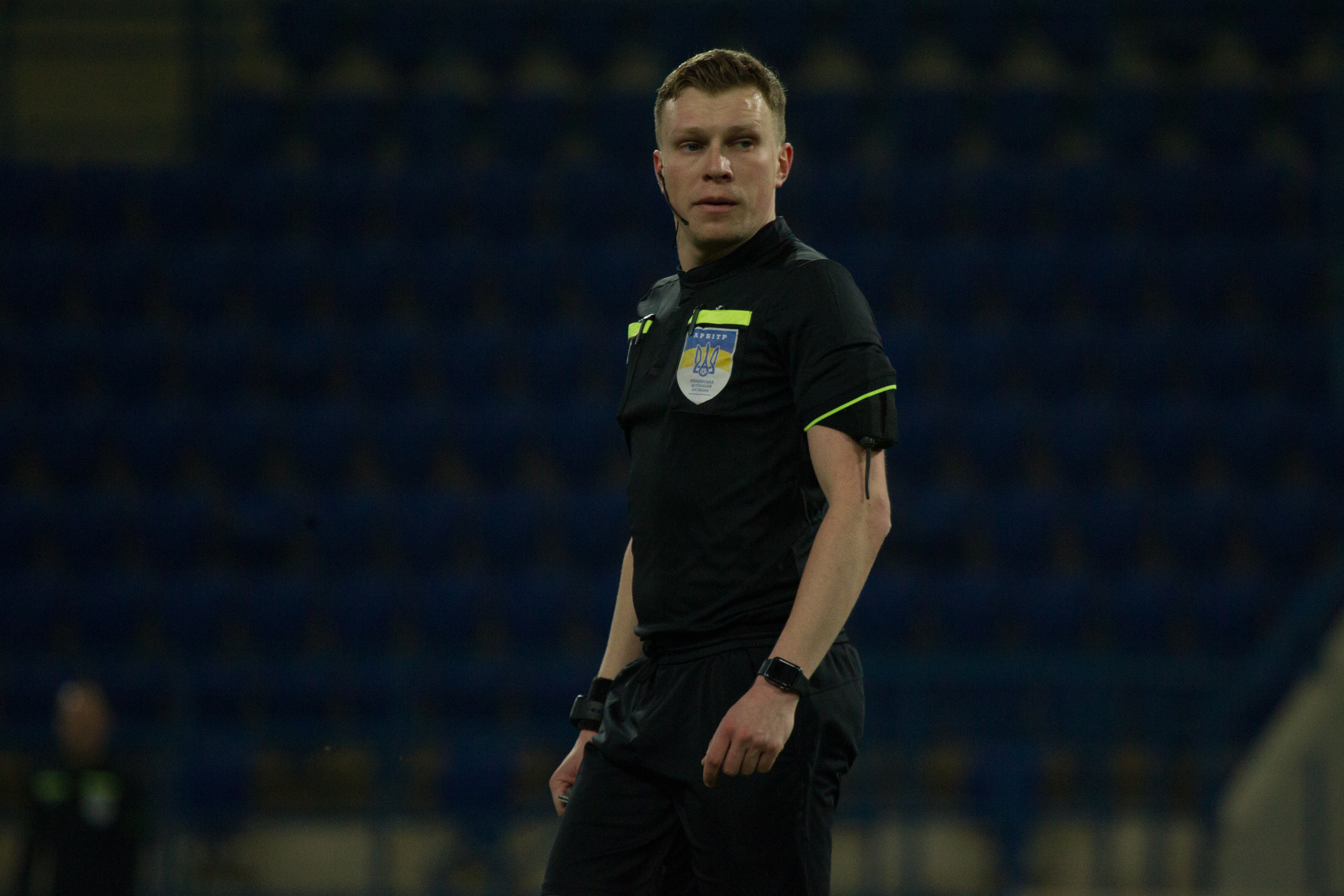
Кальонов на ОСК «Металіст»

Представляє Хмельницьку Обласну Асоціацію футболу в чемпіонаті УПЛ.
У 2007 році розпочав кар'єру в 15-річному віці в місті Падуя в Італійській Федерації Футболу .
У 2010 був нагороджений «Кращим Арбітром» 2009/2010 сезону, працюючи на матчах області Венето, Італія. Увійшовши в список найкращих десяти арбітрів, в 2013-му році перейшов до Національної суддівської комісії.
З січня 2014 працює на матчах ПФЛ другої ліги та з 2017-го в Першій Лізі.
З сезону 2022/2023 дебютує на матчах Української Прем'єр ліги. Як головний арбітр дебютує на матчі Кривбас Кривий Ріг — ЛНЗ Черкаси 13/08/2023. В тому ж році розпочинає міжнародну кар'єру на матчі відбору до ЄВРО 2025 Туреччина — Норвегія серед молодіжних команд.

### Інша діяльність
Під час Чемпіонату Європи з Футболу 2012 працював у місцевому організаційному комітеті УЕФА.

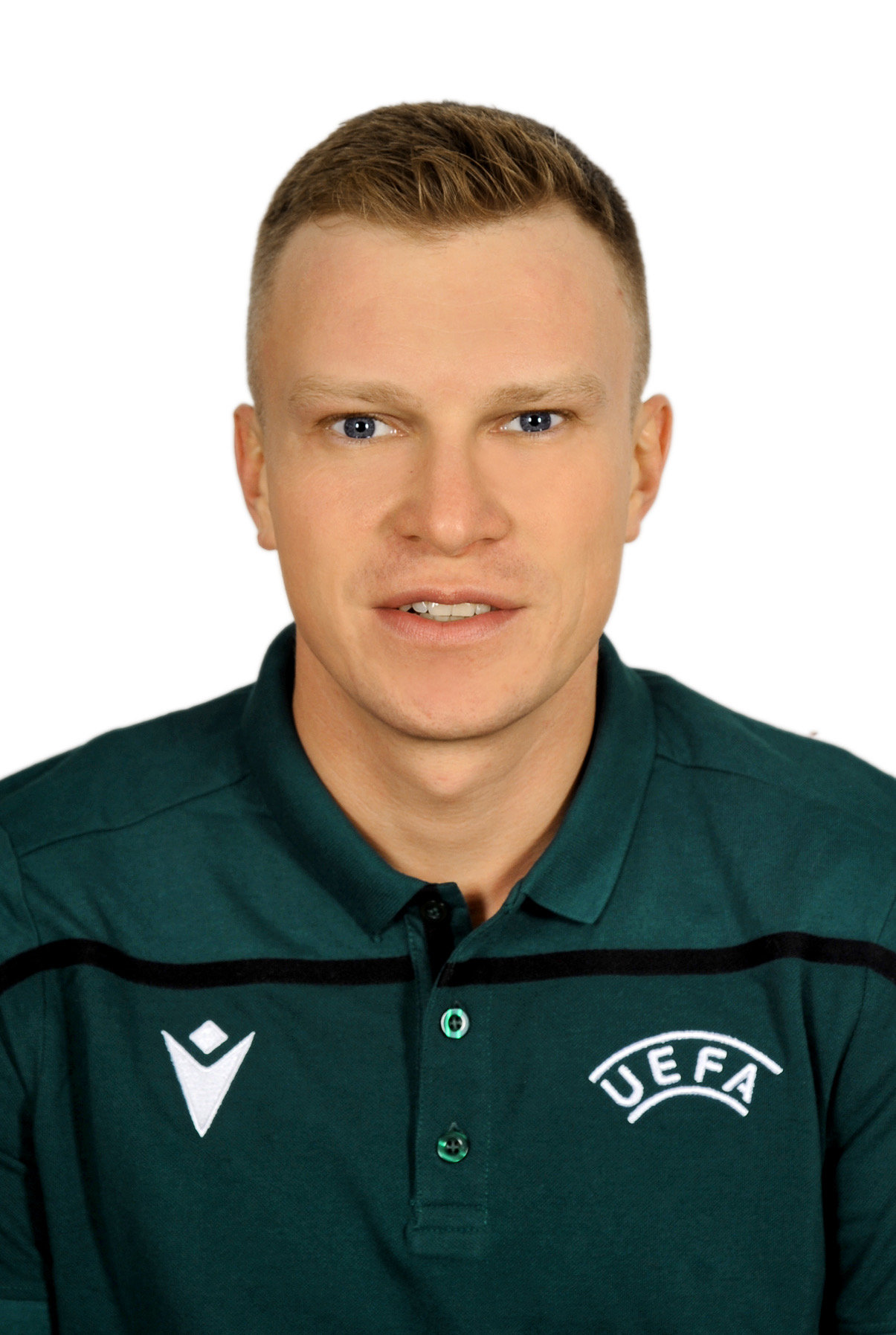
Фото профілю УЕФА

"Амбасадор миру" організації Referee Abroad, яка займається міжнародним обміном досвіду серед арбітрів, працюючи як інструктор для молодих колег на турнірах по всьому світу.

## Підприємницька діяльність

### OK Factory
2015: розпочинає активну діяльність італійська ІТ компанія «OK Factory», є співзасновником (50 %).

#### Коворкінг
Наприкінці 2015-го року компанія OK Factory відкриває коворкінг-простір в історичному приміщенні львівської книжкової фабрики «Атлас». В 2018 Factory Coworking перемагає в номінації Members' Choice Award від провідного порталу Coworker.com.

#### Ernest Airlines
З 2017 працює в якості локального партнера над виходом на ринок новоствореної італійської авіакомпанії Ернест (Ernest Airlines), засновники якої є шведський мільярдер Маркус «Notch» Перссон (відомий за створення гри Minecraft) та колишні топ менеджери італійського бренду Giorgio Armani.
Між 2017 та 2019 відкриті рейси з Києва, Львова, Одеси та Харкова в Рим, Мілан, Венецію, Неаполь та інші Італійські напрямки. В 2020 році проєкт закрився у зв'язку з пандемію коронавірусної хвороби 2019.

#### Faktorist
В 2020 році долучається до Львівської швейної фабрики, збільшуючи виробничі потужності. Об'єднавшись із десятками інших партнерів — створилась неформальна група швейних виробництв у західній Україні.
2021 року заснував сервіс, який об'єднує замовників із Європи та Північної Америки зі швейними виробництвами України.
В 2022 році під час російського повномасштабного вторгнення в Україну компанія розробляє онлайн торгову платформу для Українських виробників для просування Української продукції на міжнародних ринках. Вперше представлений проєкт під час конференції «The Future of Ukraine» в Берліні, Faktorist виходить на ринок як основний B2B маркеплейс Українських виробників. Залучена сума інвестицій не розголошена, але з різних джерел складає понад 1 мільйон євро.

## Інше

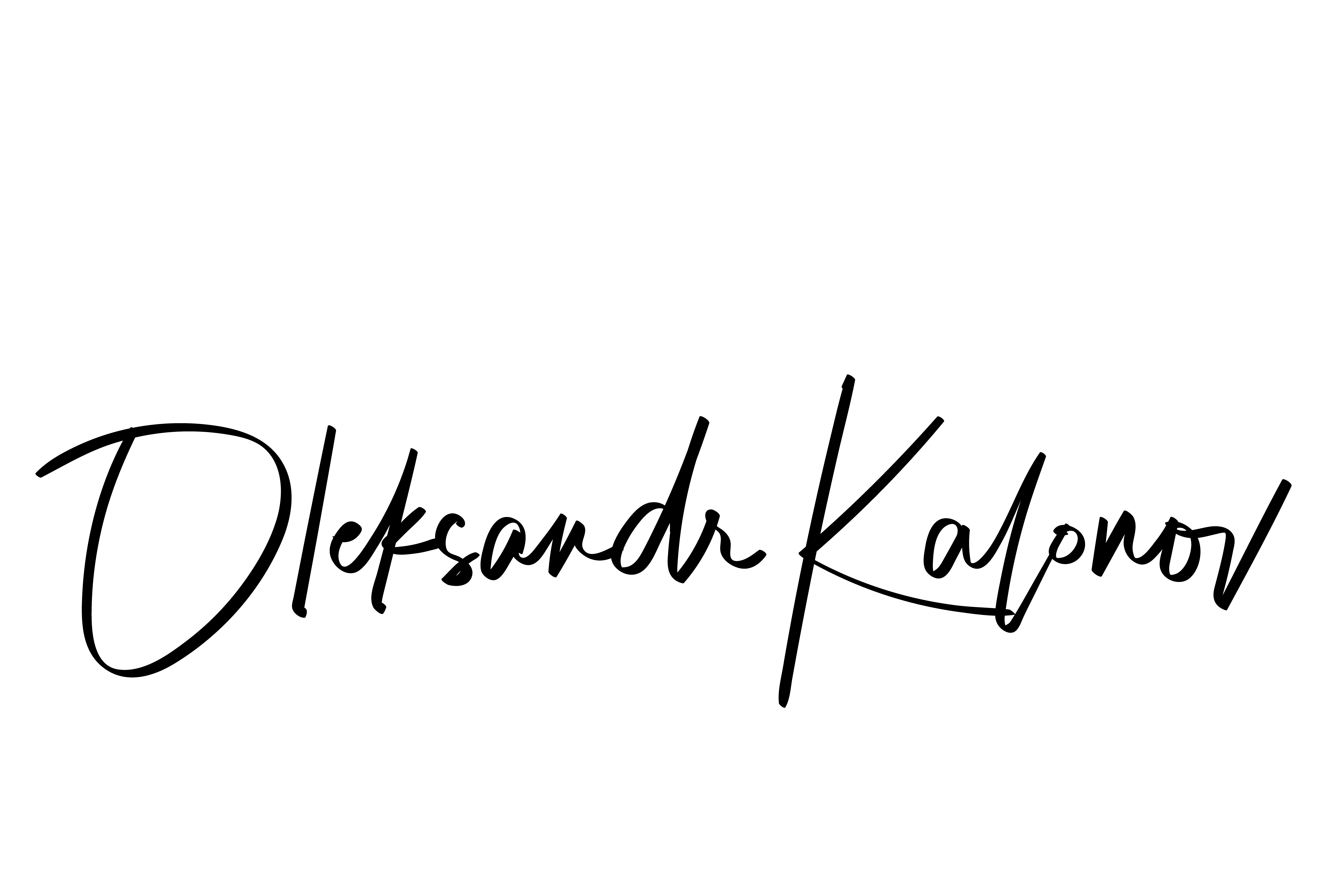

Володіє українською, англійською, італійською, іспанською, португальською та російською мовами.
Хобі: Архітектура, мистецтво, музика, подорожі.